# Liga 3 de 2024–25
A Liga 3 de 2024-25 (ou Liga 3 Placard 2024-25 por motivos de patrocínio) foi a 4ª edição da Liga 3, competição estreada em 2021-22. Ocupa o 3º nível do futebol em Portugal e esta sendo disputada por 20 equipas. O Alverca foi o detentor do título, conquistado na temporada 2023-24. No Final da Temporada o Lusitânia Lourosa sagrou-se campeão da competição.

## Formato
Na primeira fase da Liga 3 participam 20 equipas, que são divididas em duas séries geográficas: a norte a Série A, a sul a Série B. Jogarão um campeonato entre si a duas voltas. No final da primeira fase, os quatro primeiros classificados das duas séries apuram-se para a fase de subida, enquanto os seis últimos (do 5.º ao 10.º classificados) disputarão a fase de manutenção e descida.
Na segunda fase, na fase de subida os quatro primeiros classificados de cada uma das duas séries, num total de oito clubes, disputam uma só série onde jogam entre si duas vezes e por pontos, uma na qualidade de visitado e outra na qualidade de visitante, conforme sorteio.
O primeiro e o segundo classificados dessa série sobem à Segunda Liga e o terceiro classificados disputa o play-off de subida/manutenção com o 16.º classificado da Segunda Liga para decidir quem participará na época seguinte no segundo escalão, abrindo assim a possibilidade de haver três subidas e três descidas entre os dois escalões.
Na segunda fase, na fase de manutenção e descida, disputada entre os classificados entre o quinto e décimo lugares, os doze clubes serão divididos em duas séries de seis equipas. Mais uma vez, na fase de manutenção e descida os clubes jogam entre si a duas voltas dentro das suas séries e, no final, os dois últimos classificados de cada série descem ao Campeonato de Portugal.
De realçar que os clubes nesta fase partem com uma bonificação de 1 a 6 pontos. Ou seja, os quintos classificados da fase regular começam a segunda fase com 6 pontos, os sextos classificados com 5 pontos e assim sucessivamente.

## Equipas

### Promovido e rebaixados
Despromovidos da Segunda Liga de 2023–24:
- Vilaverdense (17.º)
- Belenenses (18.º)

Promovidos da Liga 3 de 2023–24:
- Alverca (1.º)
- Felgueiras (2.º)

Despromovidos da Liga 3 de 2023–24
- Canelas 2010
- Vianense
- Amora
- Pêro Pinheiro

Promovidos do Campeonato de Portugal de 2023-24
- Amarante (1.º)
- UD Santarém [nota 1] (3º Série 2-Fase subida)
- Lusitânia dos Açores (2º Série 2-Fase subida)
- São João de Ver (2º Série 1-Fase subida)

1. ↑  o Vitória de Setúbal não cumpriu os requisitos financeiros para se inscrever na Liga 3 tendo a sua vaga sido ocupada pela UD Santarém[5]

### Clubes da Liga 3 de 2024-25[6]
| Série | Clube                | Cidade                             | Estádio                                           | Capacidade |
| ----- | -------------------- | ---------------------------------- | ------------------------------------------------- | ---------- |
| B     | 1º Dezembro          | Sintra                             | Campo Conde de Sucena                             | 1,000      |
| B     | Académica            | Coimbra                            | Estádio Cidade de Coimbra                         | 29,622     |
| A     | Anadia               | Anadia                             | Estádio Municipal Eng.º Sílvio Henriques Cerveira | 6,500      |
| A     | Amarante             | Amarante                           | Estádio Municipal de Amarante                     | 5,000      |
| B     | Atlético CP          | Lisboa                             | Estádio da Tapadinha                              | 4,000      |
| B     | Belenenses           | Lisboa                             | Estádio do Restelo                                | 19,856     |
| A     | Braga B              | Braga                              | Estádio 1.º de Maio                               | 28,000     |
| B     | Caldas               | Caldas da Rainha                   | Campo da Mata                                     | 9,600      |
| A     | Fafe                 | Fafe                               | Parque Municipal dos Desportos de Fafe            | 4,000      |
| B     | Lusitânia dos Açores | Angra do Heroísmo                  | Estádio João Paulo II                             | 7,000      |
| A     | Lusitânia Lourosa    | Lourosa                            | Estádio do Lusitânia de Lourosa FC                | 8,000      |
| B     | Oliveira do Hospital | Tábua                              | Estádio Municipal de Tábua                        | 3,500      |
| A     | Sanjoanense          | São João da Madeira                | Estádio Conde Dias Garcia                         | 8,500      |
| A     | São João de Ver      | São João de Ver                    | Estádio do SC São João de Ver                     | 5,000      |
| B     | Sporting B           | Lisboa (Clube)/Alcochete (estádio) | Estádio Aurélio Pereira                           | 1,180      |
| B     | Sporting da Covilhã  | Covilhã                            | Estádio Municipal José dos Santos Pinto           | 3,500      |
| A     | Trofense             | Trofa                              | Estádio do Clube Desportivo Trofense              | 5,017      |
| B     | UD Santarém          | Santarém                           | Campo Chã das Padeiras                            | 5,000      |
| A     | Varzim               | Póvoa de Varzim                    | Estádio do Varzim Sport Club                      | 7,280      |
| A     | Vilaverdense         | Vila Verde                         | Campo da Cruz do Reguengo                         | 1,000      |

### Número de equipas por distrito
| Associações de futebol de Portugal | N° de equipas | Equipas                                                  |
| ---------------------------------- | ------------- | -------------------------------------------------------- |
| Aveiro                             | 4             | Anadia, Lusitânia Lourosa, São João de Ver e Sanjoanense |
| Lisboa                             | 4             | 1º Dezembro, Atlético CP, Belenenses e Sporting B        |
| Braga                              | 3             | Fafe,Braga B e Vilaverdense                              |
| Porto                              | 3             | Amarante,Trofense e Varzim                               |
| Coimbra                            | 2             | Académica,Oliveira do Hospital                           |
| Angra do Heroísmo                  | 1             | Lusitânia dos Açores                                     |
| Castelo Branco                     | 1             | Sporting da Covilhã                                      |
| Leiria                             | 1             | Caldas                                                   |
| Santarém                           | 1             | UD Santarém                                              |

## Primeira Fase[7]

### Série A
| Pos | Equipe            | Pts | J  | V  | E | D  | GP | GC | SG  | Classificado                      |  | LUS | VAR | FAF | AMA | BRA | TRO | SJV | ANA | SAN | VIL |
| --- | ----------------- | --- | -- | -- | - | -- | -- | -- | --- | --------------------------------- |  | --- | --- | --- | --- | --- | --- | --- | --- | --- | --- |
| 1   | Lusitânia Lourosa | 36  | 18 | 11 | 3 | 4  | 25 | 12 | +13 | Avanço para Apuramento do Campeão |  | —   | 0–0 | 4–0 | 1–0 | 1–2 | 1–1 | 2–1 | 3–2 | 1–0 | 1–0 |
| 2   | Varzim            | 35  | 18 | 11 | 2 | 5  | 26 | 20 | +6  | Avanço para Apuramento do Campeão |  | 1–0 | —   | 0–2 | 1–3 | 1–0 | 2–1 | 2–0 | 2–1 | 3–0 | 3–2 |
| 3   | Fafe              | 31  | 18 | 9  | 4 | 5  | 24 | 20 | +4  | Avanço para Apuramento do Campeão |  | 1–2 | 2–0 | —   | 4–1 | 1–0 | 1–0 | 2–1 | 1–1 | 1–1 | 1–0 |
| 4   | Amarante          | 30  | 18 | 9  | 3 | 6  | 16 | 11 | +5  | Avanço para Apuramento do Campeão |  | 1–0 | 0–1 | 0–0 | —   | 1–1 | 1–0 | 2–0 | 0–1 | 1–0 | 1–0 |
| 5   | Braga B           | 27  | 18 | 6  | 9 | 3  | 19 | 13 | +6  | Avanço para Fase de Manutenção    |  | 1–2 | 0–0 | 2–0 | 0–0 | —   | 0–0 | 2–0 | 1–0 | 2–2 | 2–1 |
| 6   | Trofense          | 26  | 18 | 7  | 5 | 6  | 9  | 10 | −1  | Avanço para Fase de Manutenção    |  | 0–1 | 3–2 | 3–2 | 1–0 | 0–0 | —   | 1–1 | 3–0 | 3–2 | 1–0 |
| 7   | São João de Ver   | 23  | 18 | 6  | 5 | 7  | 27 | 27 | 0   | Avanço para Fase de Manutenção    |  | 1–0 | 4–1 | 4–1 | 0–3 | 1–1 | 1–0 | —   | 3–1 | 1–2 | 3–1 |
| 8   | Anadia            | 19  | 18 | 5  | 4 | 9  | 21 | 31 | −10 | Avanço para Fase de Manutenção    |  | 0–3 | 0–2 | 1–1 | 1–0 | 1–3 | 4–2 | 2–2 | —   | 2–1 | 1–2 |
| 9   | Sanjoanense       | 12  | 18 | 2  | 6 | 10 | 17 | 28 | −11 | Avanço para Fase de Manutenção    |  | 1–1 | 1–2 | 0–1 | 0–1 | 2–2 | 0–2 | 2–2 | 1–2 | —   | 1–0 |
| 10  | Vilaverdense      | 8   | 18 | 1  | 5 | 12 | 11 | 27 | −16 | Avanço para Fase de Manutenção    |  | 0–2 | 1–3 | 0–3 | 0–1 | 0–0 | 0–0 | 2–2 | 1–1 | 1–1 | —   |

### Série B
| Pos | Equipe               | Pts | J  | V  | E | D | GP | GC | SG  | Classificado                      |  | ATL | 1DE | BEL | SPO | ACA | UDS | CAL | SPC | OLH | LUA |
| --- | -------------------- | --- | -- | -- | - | - | -- | -- | --- | --------------------------------- |  | --- | --- | --- | --- | --- | --- | --- | --- | --- | --- |
| 1   | Atlético CP          | 33  | 18 | 10 | 3 | 5 | 26 | 14 | +12 | Avanço para Apuramento do Campeão |  | —   | 0–1 | 0–1 | 3–0 | 1–1 | 1–0 | 4–0 | 1–0 | 2–0 | 2–1 |
| 2   | 1º Dezembro          | 29  | 18 | 7  | 8 | 3 | 23 | 15 | +8  | Avanço para Apuramento do Campeão |  | 2–1 | —   | 0–0 | 0–0 | 1–2 | 1–1 | 1–1 | 3–1 | 2–0 | 3–0 |
| 3   | Belenenses           | 27  | 18 | 6  | 9 | 3 | 21 | 17 | +4  | Avanço para Apuramento do Campeão |  | 0–0 | 1–1 | —   | 1–1 | 0–0 | 2–0 | 2–1 | 2–2 | 2–1 | 1–0 |
| 4   | Sporting B           | 26  | 18 | 6  | 8 | 4 | 23 | 23 | 0   | Avanço para Apuramento do Campeão |  | 0–1 | 1–1 | 2–1 | —   | 2–1 | 3–3 | 4–1 | 1–0 | 1–1 | 0–0 |
| 5   | Académica            | 26  | 18 | 6  | 8 | 4 | 30 | 24 | +6  | Avanço para Fase de Manutenção    |  | 1–3 | 1–2 | 1–0 | 0–0 | —   | 1–0 | 2–3 | 1–1 | 2–2 | 5–1 |
| 6   | União de Santarém    | 24  | 18 | 7  | 3 | 8 | 22 | 22 | 0   | Avanço para Fase de Manutenção    |  | 2–0 | 1–0 | 1–2 | 3–0 | 0–3 | —   | 0–1 | 0–1 | 2–2 | 1–0 |
| 7   | Caldas               | 23  | 18 | 6  | 5 | 7 | 22 | 28 | −6  | Avanço para Fase de Manutenção    |  | 1–1 | 1–1 | 1–1 | 1–2 | 1–1 | 0–3 | —   | 1–2 | 2–1 | 1–0 |
| 8   | Sporting Covilhã     | 22  | 18 | 6  | 4 | 8 | 21 | 26 | −5  | Avanço para Fase de Manutenção    |  | 1–3 | 0–3 | 2–2 | 2–3 | 3–4 | 3–1 | 1–0 | —   | 1–0 | 0–0 |
| 9   | Oliveira do Hospital | 16  | 18 | 3  | 7 | 8 | 21 | 26 | −5  | Avanço para Fase de Manutenção    |  | 3–2 | 3–0 | 2–2 | 2–1 | 1–1 | 1–2 | 1–2 | 0–1 | —   | 1–1 |
| 10  | Lusitânia dos Açores | 13  | 18 | 2  | 7 | 9 | 14 | 28 | −14 | Avanço para Fase de Manutenção    |  | 0–1 | 1–1 | 2–1 | 2–2 | 3–3 | 1–2 | 1–4 | 1–0 | 0–0 | —   |

## Segunda Fase

### Apuramento do Campeão
| Pos | Equipe                   | Pts | J  | V | E | D | GP | GC | SG  | Promovido ou classificado               |     | LUS | SPO | BEL | VAR | FAF | 1DE | ATL | AMA |
| --- | ------------------------ | --- | -- | - | - | - | -- | -- | --- | --------------------------------------- | --- | --- | --- | --- | --- | --- | --- | --- | --- |
| 1   | Lusitânia Lourosa (C, P) | 30  | 14 | 9 | 3 | 2 | 18 | 13 | +5  | Promoção para a Segunda Liga de 2025–26 |     | —   | 2–1 | 1–0 | 2–0 | 2–1 | 2–1 | 2–0 | 2–1 |
| 2   | Sporting B (P)           | 26  | 14 | 7 | 5 | 2 | 18 | 10 | +8  | Promoção para a Segunda Liga de 2025–26 |     | 1–0 | —   | 1–3 | 2–0 | 0–0 | 3–0 | 2–1 | 2–0 |
| 3   | Belenenses               | 22  | 14 | 5 | 7 | 2 | 19 | 13 | +6  | Avanço para o Playoff                   |     | 1–1 | 1–1 | —   | 0–0 | 3–2 | 2–0 | 1–1 | 0–0 |
| 4   | Varzim                   | 21  | 14 | 6 | 3 | 5 | 21 | 14 | +7  |                                         |     | 4–0 | 1–1 | 0–0 | —   | 5–3 | 2–0 | 2–1 | 1–2 |
| 5   | Fafe                     | 14  | 14 | 4 | 2 | 8 | 18 | 23 | −5  |                                         | 1–2 | 1–2 | 0–1 | 1–0 | —   | 3–1 | 2–0 | 1–1 |     |
| 6   | 1º Dezembro              | 14  | 14 | 4 | 2 | 8 | 12 | 24 | −12 |                                         | 1–3 | 1–1 | 3–1 | 0–3 | 1–0 | —   | 0–1 | 2–1 |     |
| 7   | Atlético CP              | 13  | 14 | 3 | 4 | 7 | 15 | 17 | −2  |                                         | 0–0 | 0–0 | 2–2 | 0–2 | 4–0 | 1–2 | —   | 3–1 |     |
| 8   | Amarante                 | 13  | 14 | 3 | 4 | 7 | 14 | 22 | −8  |                                         | 1–1 | 0–1 | 1–4 | 2–1 | 1–3 | 1–1 | 2–0 | —   |     |

### Fase de Manutenção (Série 1)
| Pos | Equipe           | Pts | J  | V | E | D | GP | GC | SG | Rebaixado                                            |     | BRA | SAN | TRO | SJV | ANA | VIL |
| --- | ---------------- | --- | -- | - | - | - | -- | -- | -- | ---------------------------------------------------- | --- | --- | --- | --- | --- | --- | --- |
| 1   | Braga B          | 27  | 10 | 5 | 3 | 2 | 13 | 9  | +4 |                                                      |     | —   | 0–1 | 1–0 | 3–3 | 0–0 | 3–2 |
| 2   | Sanjoanense      | 23  | 10 | 6 | 3 | 1 | 18 | 11 | +7 |                                                      | 1–1 | —   | 3–1 | 5–2 | 1–1 | 2–1 |     |
| 3   | Trofense         | 21  | 10 | 4 | 1 | 5 | 10 | 10 | 0  |                                                      | 0–2 | 2–0 | —   | 3–0 | 2–0 | 0–2 |     |
| 4   | São João de Ver  | 18  | 10 | 3 | 3 | 4 | 11 | 16 | −5 |                                                      | 1–0 | 2–2 | 0–1 | —   | 0–1 | 1–1 |     |
| 5   | Anadia (R)       | 16  | 10 | 3 | 3 | 4 | 7  | 8  | −1 | Despromoção para o Campeonato de Portugal de 2025-26 |     | 1–2 | 0–1 | 1–1 | 0–1 | —   | 2–0 |
| 6   | Vilaverdense (R) | 7   | 10 | 2 | 1 | 7 | 8  | 13 | −5 | Despromoção para o Campeonato de Portugal de 2025-26 |     | 0–1 | 1–2 | 1–0 | 0–1 | 0–1 | —   |

### Fase de Manutenção (Série 2)
| Pos | Equipe                   | Pts | J  | V | E | D | GP | GC | SG  | Rebaixado                                            |     | UDS | ACA | CAL | SPC | OLH | LUA |
| --- | ------------------------ | --- | -- | - | - | - | -- | -- | --- | ---------------------------------------------------- | --- | --- | --- | --- | --- | --- | --- |
| 1   | União de Santarém        | 28  | 10 | 6 | 3 | 1 | 14 | 3  | +11 |                                                      |     | —   | 0–0 | 0–0 | 1–2 | 2–0 | 2–0 |
| 2   | Académica                | 27  | 10 | 5 | 3 | 2 | 17 | 13 | +4  |                                                      | 0–4 | —   | 1–2 | 2–1 | 2–1 | 4–2 |     |
| 3   | Caldas                   | 18  | 10 | 3 | 3 | 4 | 7  | 13 | −6  |                                                      | 0–1 | 0–4 | —   | 0–1 | 2–1 | 2–1 |     |
| 4   | Sporting Covilhã         | 14  | 10 | 2 | 3 | 5 | 8  | 12 | −4  |                                                      | 0–1 | 1–1 | 1–1 | —   | 1–1 | 1–2 |     |
| 5   | Oliveira do Hospital (R) | 13  | 10 | 2 | 4 | 4 | 12 | 14 | −2  | Despromoção para o Campeonato de Portugal de 2025-26 |     | 0–2 | 2–2 | 3–0 | 1–0 | —   | 1–1 |
| 6   | Lusitânia dos Açores (R) | 11  | 10 | 2 | 4 | 4 | 11 | 14 | −3  | Despromoção para o Campeonato de Portugal de 2025-26 |     | 1–1 | 0–1 | 0–0 | 2–0 | 2–2 | —   |

## Campeão
| Campeonato de Portugal de Terceira Divisão 2024/2025 |
| ---------------------------------------------------- |
| Lusitânia Lourosa 1º Título                          |